# Daladala

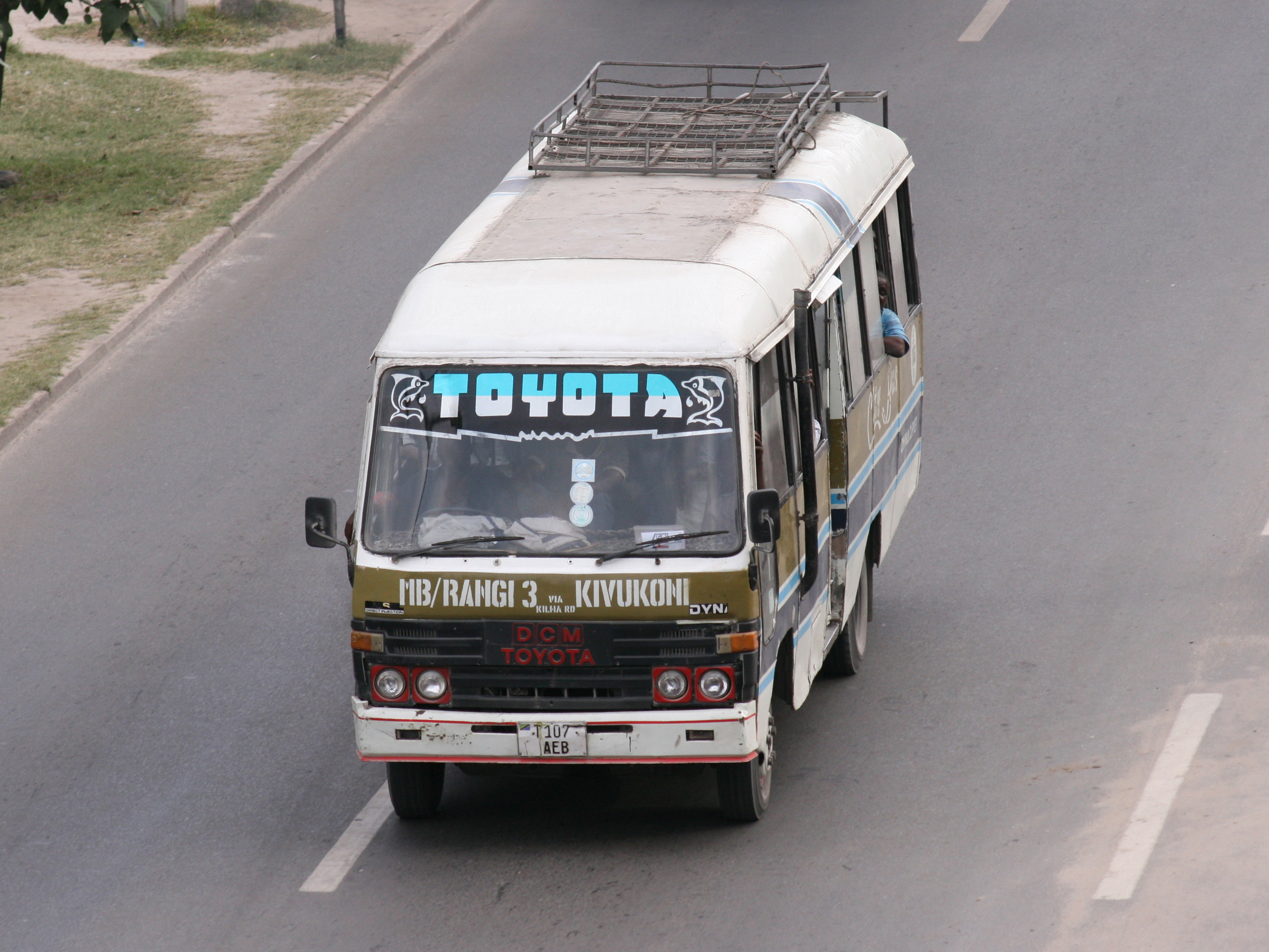
Daladala a Dar es Salaam

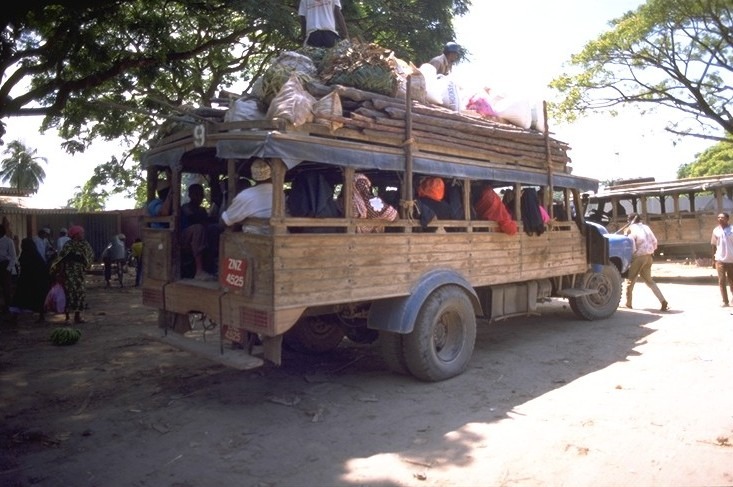
Un basi ("autobus") di Zanzibar

I daladala, dala-dala o dalla-dalla sono la principale forma di trasporto pubblico di Dar es Salaam e della Tanzania in generale. 

## Descrizione
Sono minivan (solitamente Toyota) o altri veicoli adattatti per il trasporto passeggeri, e gestiti da privati. Sono un esempio di taxi collettivo: le fermate, e talvolta anche il percorso, non sono prefissati ma vengono stabiliti al momento in funzione delle richieste dei passeggeri.
Su ogni daladala c'è una persona incaricata di incassare il pedaggio. Viene chiamato mpigadebe, ovvero "colui che batte su un debe" (cioè una tanica di latta, di quelle usate per la benzina o l'acqua) perché spesso segnala al guidatore quando fermarsi e quando ripartire battendo sul soffitto o sulle pareti del veicolo. Gli operatori del daladala (conducente e mpigadebe) sono costantemente impegnati a richiamare l'attenzione dei passanti offrendosi di caricarli a bordo; non c'è un limite preciso al numero di persone che possono essere trasportate in una singola corsa, ed è anche comune che animali (per esempio capre o galline) viaggino insieme ai passeggeri.

## Terminologia
Esistono diverse spiegazioni dell'origine del nome: probabilmente deriva dallo swahili dala, che indica una moneta da 5 scellini, che un tempo corrispondeva al costo del servizio. Poiché questa somma è pari a un dollaro, potrebbe aver contribuito al nome anche una deformazione dell'inglese dollar.
A seconda delle zone, i daladala sono noti anche come gobole, vipanya e hiace (ad Arusha); quest'ultimo nome deriva da quello del minivan più usato, il Toyota Hiace.
A Zanzibar si trovano due varianti di taxi collettivo; i dala-dala propriamente detti sono minivan o pick-up adattati al trasporto passeggeri e operano su tratte brevi, mentre i mabasi (swahili per "autobus", singolare basi, dall'inglese bus) sono grandi camion con le fiancate in legno che percorrono tratte più lunghe, in genere giornaliere.

## Storia
I daladala iniziarono a circolare intorno agli anni sessanta, ma si diffusero nei primi ottanta, in seguito alla crisi del trasporto pubblico, che non riusciva a sostenere l'aumento di richiesta dovuta alla rapida crescita di città come Dar es Salaam. Il servizio era inizialmente illegale; nel 1986, nel contesto di una serie di privatizzazioni, il governo creò un catalogo di daladala autorizzati (inizialmente circa 300). In seguito a ulteriori liberalizzazioni, attualmente a qualsiasi privato è permesso usare il proprio veicolo come mezzo di trasporto pubblico a pagamento previo ottenimento di una concessione dall'autorità dei trasporti pubblici. Nonostante la legalizzazione, molti daladala a Dar es Salaam e in altre città della Tanzania circolano senza autorizzazione.
Forme di trasporto privato e informale come i daladala sono diffusi in gran parte dell'Africa; l'equivalente keniota si chiama matatu.